# 巴格利 (愛荷華州)
巴格利（英語：Bagley）是美国艾奥瓦州加斯里縣下轄的一个城市。2010年人口统计为303人。